# Acabem com Esta Crise já!
Acabem com Esta Crise Já! (End This Depression Now!, no original em inglês) é um livro de não-ficção de Paul Krugman, um economista norte-americano que foi galardoado com o  Nobel de Economia de 2008. O livro é destinado ao público em geral e foi editado pela W. W. Norton & Company em abril de 2012. Krugman apresentou a sua obra na London School of Economics e noutros locais.
Além de escrever uma coluna bisemanal no The New York Times, e ter um blogue com o título do seu livro de 2007, A Consciência de um Liberal, Krugman é professor de Economia na Universidade de Princeton.
Nas suas obras anteriores incluem-se The Accidental Theorist, The Conscience of a Liberal, Fuzzy Math, The Great Unraveling, Peddling Prosperity, e duas edições nos EUA com enorme sucesso de vendas de The Return of Depression Economics.

## Síntese

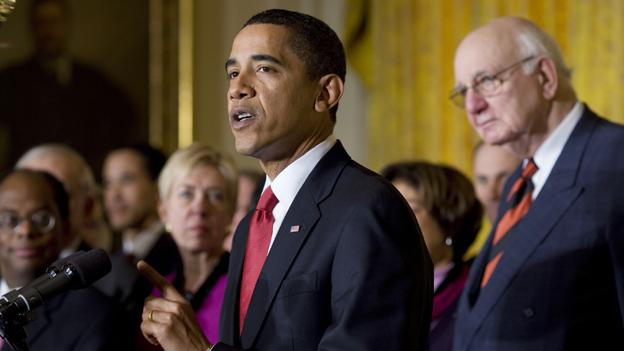
O Presidente dos EUA Barack Obama anuncia a criação da Comissão Consultiva para a Recuperação Económica (Economic Recovery Advisory Board) em 6 de Fevereiro de 2009.

O autor encara o livro como apresentando um apelo para a política expansionista estimuladora e o fim da austeridade. Assinala que os dados económicos históricos existentes demonstram: cortes fiscais e medidas de austeridade apenas privam a economia de preciosos fundos que poderiam circular e estimular uma economia pobre. Se existe desemprego elevado, não pode haver consumo suficiente. Com um consumo reduzido as pessoas não têm capacidade de despesa e os mercados não podem prosperar. Krugman contesta que, embora seja necessário reduzir a dívida, o pior momento para o fazer no momento é quando uma economia acaba de sofrer choques financeiros graves. Isto deve ser feito quando uma economia está em pleno-emprego e o sector privado pode suportar o fardo de uma redução da despesa pública e austeridade. Falhar o estímulo da economia pelos sectores público ou privado apenas irá prolongar desnecessariamente a depressão económica em curso e torná-la pior.
Sobre os esforços para combater a recessão pelo governo de Barack Obama, Krugman escreve que "pessoalmente fiquei preocupado, à medida que o plano do governo começou a ser delineado." Descreve que "temeu que um estímulo insuficiente falhasse tanto ao produzir uma inadequada recuperação como por minar o processo político para ações posteriores", dado que o previsto na Lei de Recuperação e Reinvestimento (American Recovery and Reinvestment Act), promulgada em 2009, era, em sua opinião, demasiado limitado para responder à profundidade da crise económica.
Krugman cita o crescimento da despesa pública e da regulação económica quando os EUA iniciaram o seu envolvimento na II Guerra Mundial como prova para a sua argumentação. Ele escreve que, "À medida que os gastos militares criaram postos de trabalho e o rendimento familiar aumentou, a despesa em consumo também aumentou (acabaria por ser contida pelo racionamento, mas isso seria mais tarde). Quando viram as suas vendas aumentar, as empresas também responderam aumentando a sua despesa. E assim, de repente, a depressão acabou."

## Revisões
A Kirkus Reviews publicou uma crítica positiva referindo que Krugman "transmite uma mensagem urgente para acabar com a crise económica." A revisão também se referiu ao livro como uma "importante contribuição para o estudo de economia e um motivo de esperança de que soluções eficazes sejam aplicadas novamente."

## Edições em português
Paul Krugman, Acabem com Esta Crise Já!, Editorial Presença, Julho de 2012, ISBN 9789722348577, EAN 978-9722348577, Nº Páginas 248